# Juan Ignacio Montilla (paroisse civile)
Pour les articles homonymes, voir Juan Ignacio Montilla et Montilla.
Juan Ignacio Montilla est l'une des six paroisses civiles de la municipalité de Valera dans l'État de Trujillo au Venezuela. Sa capitale statistique et officielle est Juan Ignacio Montilla, de facto l'une des paroisses civiles de la ville de Valera dont elle constitue l'un des deux quartiers centraux entre l'avenue Bolívar et le río Motatán. Elle comprend l'important quartier dit Urbanización Las Acacias.